# Helvécio Gomes de Oliveira
Dom Helvécio Gomes de Oliveira S.D.B. (Anchieta, 19 de fevereiro de 1876 - Mariana, 25 de abril de 1960) foi um padre salesiano e bispo católico brasileiro. Foi bispo diocesano de Corumbá e de São Luís do Maranhão e arcebispo de Mariana.

## Biografia e atuação ministerial
Era filho de José Gomes de Oliveira, tenente-coronel ex-combatente da Guerra do Paraguai e de Maria Mattos de Oliveira, e irmão de Emanuel Gomes de Oliveira. Estudou no colégio Santa Rosa, dos Padres Salesianos, em Niterói e depois em Turim, na Itália (1888-1894), obteve graduação na Universidade Gregoriana de Roma.
Foi ordenado padre salesiano e designado, inicialmente, para a evangelização dos indígenas no Mato Grosso. Trabalhou como professor, a partir de 1903, em São Paulo, oportunidade em que se ocupou na imprensa católica.
Em 1918 foi nomeado Bispo de Corumbá e depois de São Luís do Maranhão. Em 1922, depois de ter sido transferido para Mariana para exercer as funções de Bispo coadjutor de Dom Silvério Gomes Pimenta, assumiu a Arquidiocese por falecimento do antecessor neste mesmo ano.
Teve atuação marcante à frente da arquidiocese e atuante nos eventos da Revolução de 1930 na sua região. A ele rendeu-se, sem combate, em virtude de sua ação diplomática, o 11º Regimento de Infantaria de Exército, sediado em São João del-Rei, segundo publicação do "Jornal Revolucionário" do período.
Nesta Arquidiocese demonstrou todo o seu zelo pastoral, entre outros aspectos, na preocupação com a educação da juventude, criando diversos colégios. É lembrado como o “Bispo das vocações sacerdotais”, por ter se empenhado no zelo pelas vocações, organizando a Obra das Vocações Sacerdotais e principalmente pela construção do novo prédio do Seminário São José para abrigar os seminaristas do curso de Teologia e Filosofia, inaugurado em 15 de agosto de 1934. Após incansável e árduo trabalho na Arquidiocese e de grande tempo de enfermidade, Dom Helvécio faleceu em 1960.
Seus restos mortais se encontram sepultados na Cripta da Catedral de Mariana.